# Why Pink Floyd...?

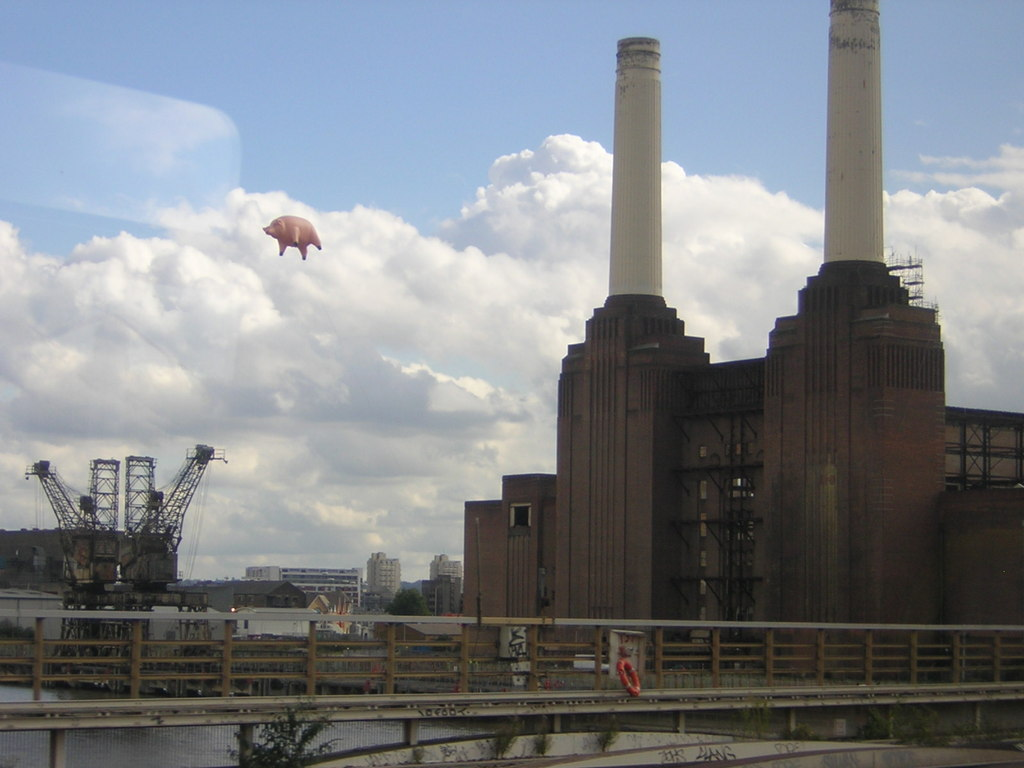
Nafukovací prase vypuštěné nad bývalou elektrárnu Battersea v Londýně

Why Pink Floyd…? byl projekt britské rockové skupiny Pink Floyd a hudebního vydavatelství EMI probíhající v letech 2011 a 2012. Jeho hlavní součástí byla reedice alb této kapely v různých verzích nazvaných „Discovery“, „Experience“ a „Immersion“. Dne 7. listopadu 2011 bylo vydáno i zcela nové kompilační album A Foot in the Door: The Best of Pink Floyd. V rámci projektu probíhá rozsáhlá reklamní kampaň včetně vypuštění velkého nafukovacího prasete, známé rekvizity Pink Floyd, nad londýnskou elektrárnu Battersea, které proběhlo 26. září 2011 a bylo inspirováno tvorbou přebalu alba Animals.

## Verze a data vydání
Discovery
Varianta „Discovery“ zahrnuje vydání stejnojmenného box setu, který na 16 CD obsahuje všech 14 studiových alb Pink Floyd (včetně živě nahrané části alba Ummagumma) vydaných mezi lety 1967 a 1994. Zvuk byl v roce 2011 nově digitálně remasterován Jamesem Guthrie. Jednotlivá alba v tomto provedení jsou prodávána rovněž i samostatně. Varianta „Discovery“ byla vydána 26. září 2011.
Experience
Ve verzi „Experience“ byla vydána pouze tři nejúspěšnější alba skupiny. Remasterovaná verze alba byla doplněna o další bonusový disk.
- The Dark Side of the Moon – 2 disky; datum vydání: 26. září 2011
- Wish You Were Here – 2 disky; datum vydání: 7. listopadu 2011
- The Wall – 3 disky; datum vydání: 27. února 2012

Immersion
Ve variantě „Immersion“ byla vydána shodná alba jako ve verzi „Experience“, byla však rozšířena o několik dalších disků bonusových materiálů.
- The Dark Side of the Moon – 6 disků; datum vydání: 26. září 2011
- Wish You Were Here – 5 disků; datum vydání: 7. listopadu 2011
- The Wall – 7 disků; datum vydání: 27. února 2012

SACD
Jako jednodiskové SACD vyšlo pouze album Wish You Were Here.
Gramofonové desky
Vinylová edice alb obsahuje 180g vinylové desky a heslo ke stažení 320kbit/s MP3 souborů.

## The Dark Side of the Moon
Verze „Discovery“ obsahuje pouze disk 1, verze „Experience“ disky 1 a 2, verze „Immersion“ disky 1–6 a bonusy.
Disk 1 (CD)
Původní album remasterované v roce 2011.
Disk 2 (CD)
Dříve nevydaná nahrávka koncertu The Dark Side of the Moon v Empire Pool (Wembley, Londýn) z listopadu 1974:
1. „Speak to Me“
2. „Breathe (In the Air)“
3. „On the Run“
4. „Time“ (včetně „Breathe (Reprise)“)
5. „The Great Gig in the Sky“
6. „Money“
7. „Us and Them“
8. „Any Colour You Like“
9. „Brain Damage“
10. „Eclipse“

Disk 3 (DVD)
DVD-Audio s původním albem v různých multikanálových mixech:
- 5.1 prostorový zvuk (2003) 480 kbit/s
- 5.1 prostorový zvuk (2003) 640 kbit/s
- LPCM stereo mix (1973, remaster 2011; shodný s diskem 1)
- 4.0 kvadrofonní mix (1973) 480 kbit/s
- 4.0 kvadrofonní mix (1973) 640 kbit/s

Disk 4 (DVD)
Audiovizuální materiál s délkou přibližně 101 minut:
- „Careful with That Axe, Eugene“ (Live in Brighton, 1972)
- „Set the Controls for the Heart of the Sun“ (Live in Brighton, 1972)
- Dokument Classic Albums: Pink Floyd – The Making of The Dark Side of the Moon (2003)
- Filmy promítané na koncertech se zvukem v LPCM stereo a 5.1 prostorovém zvuku:
  - Britské a francouzské turné 1974
  - Severoamerické turné 1975

Disk 5 (BD)
Blu-ray disk, jehož obsahem je veškerý materiál z disků 3 a 4 ve vysokém rozlišení a kvalitě.
Disk 6 (CD)
Audio CD s dříve nevydanými nahrávkami:

Rané mixy The Dark Side of the Moon Alana Parsonse (1972):
1. „Breathe (In the Air)“
2. „On the Run“
3. „Time“
4. „The Great Gig in the Sky“
5. „Money“
6. „Us and Them“
7. „Any Colour You Like“
8. „Brain Damage“
9. „Eclipse“

Další nevydaný materiál:
1. „The Hard Way“ (z nerealizovaného alba Household Objects)
2. „Us and Them“ (demo Ricka Wrighta)
3. „The Travel Sequence“ (Live in Brighton, 1972)
4. „The Mortality Sequence“ (Live in Brighton, 1972)
5. „Any Colour You Like“ (Live in Brighton, 1972)
6. „The Travel Sequence“ (studiová nahrávka)
7. „Money“ (demo Rogera Waterse)

Další bonusový materiál
- 36stránkový booklet navržený Stormem Thorgersonem
- fotografická kniha z turné Pink Floyd v letech 1972–1974 (editorka: Jill Furmanovsky)
- umělecký tisk Storma Thorgersona
- 4 sběratelské karty od Storma Thorgersona v obálce
- replika vstupenky a propustky do zákulisí z turné Dark Side of the Moon v obálce
- šátek s designem od Storma Thorgersona
- 3 kuličky Dark Side of the Moon s váčkem
- 9 podtácků s ranými ilustracemi Storma Thorgersona
- booklet s popisky
- „Questions for assorted Lunatics“ (otázky pro různé šílence) od Rogera Waterse v obálce

## Wish You Were Here
Verze „Discovery“ obsahuje pouze disk 1, verze „Experience“ disky 1 a 2, verze „Immersion“ disky 1–5 a bonusy.
Disk 1 (CD)
Původní album remasterované v roce 2011.
Disk 2 (CD)
Dříve nevydaná nahrávka koncertu v Empire Pool (Wembley, Londýn) z listopadu 1974:
1. „Shine On You Crazy Diamond“ (raná verze)
2. „Raving and Drooling“ (raná verze skladby „Sheep“)
3. „You've Got to Be Crazy“ (raná verze skladby „Dogs“)

Další nevydaný materiál:
1. „Wine Glasses“ (z nerealizovaného alba Household Objects)
2. „Have a Cigar“ (alternativní verze se zpěvem Davida Gilmoura a Rogera Waterse)
3. „Wish You Were Here“ (alternativní verze s houslistou Stéphanem Grappellim)

Disk 3 (DVD)
DVD-Audio s původním albem v různých multikanálových mixech:
- 5.1 prostorový zvuk (2009) 480 kbit/s
- 5.1 prostorový zvuk (2009) 640 kbit/s
- LPCM stereo mix (1975, remaster 2011; shodný s diskem 1)
- 4.0 kvadrofonní mix (1975) 480 kbit/s
- 4.0 kvadrofonní mix (1975) 640 kbit/s

Disk 4 (DVD)
Audiovizuální materiál:
- „Shine On You Crazy Diamond“ (úvodní film promítaný na koncertech, v LPCM stereo a 5.1 prostorovém zvuku)
- „Shine On You Crazy Diamond“ (film promítaný na koncertech, v LPCM stereo a 5.1 prostorovém zvuku)
- „Welcome to the Machine“ (animovaný videoklip)
- krátký film Storma Thorgersona (2000)

Disk 5 (BD)
Blu-ray disk, jehož obsahem je veškerý materiál z disků 3 a 4 ve vysokém rozlišení a kvalitě.
Další bonusový materiál
- 40stránkový booklet navržený Stormem Thorgersonem
- fotografická kniha od Jill Furmanovské a Hipgnosis
- umělecký tisk Storma Thorgersona
- 5 sběratelských karet od Storma Thorgersona v obálce
- replika vstupenky a propustky do zákulisí z turné Wish You Were Here v obálce
- šátek s designem od Storma Thorgersona
- 3 kuličky s váčkem
- 9 podtácků s ranými ilustracemi Storma Thorgersona
- booklet s popisky

SACD
Dvouvrstvé SACD Wish You Were Here obsahuje dvě verze alba: remasterované stereo (2011) a 5.1 prostorový zvuk (2009). Jako bonus jsou přiloženy:
- krabička ve formě vázané knihy
- 6 pohlednic
- 8stránkový booklet včetně nových ilustrací Storma Thorgersona

## The Wall
Verze „Discovery“ obsahuje pouze disky 1 a 2, verze „Experience“ disky 1 a 2 a výběrový disk 3, verze „Immersion“ disky 1–7 a bonusy.
Disky 1 a 2 (CD)
Původní album remasterované v roce 2011.
Disky 3 a 4 (CD)
Živé album Is There Anybody Out There? The Wall Live 1980–81 remasterované v roce 2011.
Výběrový disk 3 (CD)
Obsahuje Programme 2 a Programme 3 z disku 5 a Programme 3 a Programme 4 z disku 6 (viz níže).
Disk 5 (CD) – The Wall Work in Progress Part 1 (1979)
Různé, dosud nevydané varianty demo nahrávek Rogera Waterse i celé skupiny k projektu The Wall.
Programme 1 (výňatky z původních demo nahrávek Rogera Waterse)
1. „Prelude (Vera Lynn)“
2. „Another Brick in the Wall, Part 2“
3. „Mother“
4. „Young Lust“
5. „Another Brick in the Wall, Part 2“
6. „Empty Spaces“
7. „Mother“
8. „Backs to the Wall“
9. „Don't Leave Me Now“
10. „Goodbye Blue Sky“
11. „Don't Leave Me Now“
12. „Another Brick in the Wall, Part 3“
13. „Goodbye Cruel World“
14. „Hey You“
15. „Is There Anybody Out There?“
16. „Vera“
17. „Bring the Boys Back Home“
18. „The Show Must Go On“
19. „Waiting for the Worms“
20. „Run Like Hell“
21. „The Trial“
22. „Outside the Wall“

Programme 2 (původní demo nahrávka Rogera Waterse a demo nahrávky skupiny)
1. „Prelude (Vera Lynn)“ (původní demo nahrávka Rogera Waterse)
2. „Another Brick In The Wall, Part 1“
3. „The Thin Ice“
4. „Goodbye Blue Sky“
5. „Teacher, Teacher“
6. „Another Brick In The Wall, Part 2“
7. „Empty Spaces“
8. „Young Lust“
9. „Mother“
10. „Don't Leave Me Now“
11. „Sexual Revolution“
12. „Another Brick In The Wall, Part 3“
13. „Goodbye Cruel World“

Programme 3 (demo nahrávky skupiny)
1. „In the Flesh?“
2. „The Thin Ice“
3. „Another Brick in the Wall, Part 1“
4. „The Happiest Days of Our Lives“
5. „Another Brick in the Wall, Part 2“
6. „Mother“

Disk 6 (CD) – The Wall Work in Progress Part 2 (1979)
Různé, dosud nevydané varianty demo nahrávek Rogera Waterse, Davida Gilmoura i celé skupiny k projektu The Wall.
Programme 1 (původní demo nahrávky Rogera Waterse a demo nahrávky skupiny)
1. „Is There Anybody Out There?“ (původní demo nahrávka Rogera Waterse)
2. „Vera“ (původní demo nahrávka Rogera Waterse)
3. „Bring the Boys Back Home“ (původní demo nahrávka Rogera Waterse)
4. „Hey You“
5. „The Doctor (Comfortably Numb)“
6. „In the Flesh“
7. „Run Like Hell“
8. „Waiting for the Worms“
9. „The Trial“
10. „The Show Must Go On“
11. „Outside the Wall“
12. „The Thin Ice Reprise“

Programme 2 (demo nahrávky skupiny)
1. „Outside the Wall“
2. „It's Never Too Late“
3. „The Doctor (Comfortably Numb)“

Programme 3 (demo nahrávky skupiny)
1. „One of My Turns“
2. „Don't Leave Me Now“
3. „Empty Spaces“
4. „Backs to the Wall“
5. „Another Brick in the Wall, Part 3“
6. „Goodbye Cruel World“

Programme 4 (původní demo nahrávky Davida Gilmoura)
1. „Comfortably Numb“
2. „Run Like Hell“

Disk 7 (DVD)
Audiovizuální materiál o délce 72 minut:
- „The Happiest Days of Our Lives“ (Live from Earls Court, 1980)
- videoklip „Another Brick in the Wall, Part 2“ (obnovený 2011)
- dokument Behind the Wall
- interview s Geraldem Scarfem (1982)

Další bonusový materiál
- 44stránkový booklet navržený Stormem Thorgersonem
- fotografická kniha od Jill Furmanovské
- umělecký tisk Geralda Scarfea
- plakát s ručně psanými texty od Geralda Scarfea
- 4 sběratelské karty v obálce
- replika vstupenky a propustky do zákulisí z turné The Wall v obálce
- 6 skic pódia turné The Wall od Marka Fishera v obálce
- šátek s designem od Storma Thorgersona
- 3 kuličky s váčkem
- 9 podtácků s jednotlivými písmeny jména skupiny Pink Floyd
- booklet s popisky